# Gregor Hauffe
Gregor Hauffe (* 20. Mai 1982 in Magdeburg) ist ein deutscher Riemenruderer. Mit dem Deutschland-Achter wurde er von 2009 bis 2011 dreimal in Folge Weltmeister.
Gregor Hauffe startete zu Beginn seiner Karriere für den RV Emscher Wanne-Eickel – Herten und siegte 1996 im Einer beim Bundesentscheid der Kinderruderer. Später wechselte er zum RTHC Bayer Leverkusen. Nach Erfolgen in der Altersklasse der unter 23-Jährigen trat er 2005 erstmals bei einer Weltmeisterschaft in der Erwachsenenklasse an und wurde Zwölfter im Vierer ohne Steuermann. Im Jahr darauf bei der Weltmeisterschaft in Mailand trat Hauffe im Vierer ohne Steuermann an, zusammen mit Toni Seifert, Urs Käufer und Filip Adamski gewann er die Silbermedaille. Dieses Boot belegte bei den Ruder-Weltmeisterschaften 2007 in München den neunten Platz und qualifizierte sich auch für die Olympischen Spiele 2008, wo es Rang sechs belegte.
In der nacholympischen Saison 2009 trat Gregor Hauffe mit dem Deutschland-Achter an und gewann bei den Weltmeisterschaften den Titel. Im Jahr 2010 wurde Hauffe im Achter Europa- und Weltmeister. Seinen dritten Weltmeisterschafts-Titel mit dem Flaggschiff des Deutschen Ruderverbandes sicherte sich der gebürtige Magdeburger bei den Ruder-Weltmeisterschaften 2011 in Slowenien.
Parallel zu seiner sportlichen Laufbahn absolvierte Gregor Hauffe erfolgreich eine Ausbildung zum Polizeivollzugsbeamten bei der Bundespolizeisportschule Kienbaum. Zeitgleich mit dem Abschluss der Berufsausbildung im Februar 2014 beendete er seine sportliche Laufbahn und versieht fortan seinen Dienst als Polizeivollzugsbeamter an einer Einsatzdienststelle der Bundespolizei.
Hauffe heiratete 2013 die Steuerfrau Annina Ruppel.
Für seine sportlichen Leistungen wurde er am 3. November 2017 mit dem Silbernen Lorbeerblatt ausgezeichnet.

## Internationale Erfolge
- 2001: 5. Platz World Under 23-Regatta im Vierer ohne Steuermann
- 2002: 2. Platz World Under 23-Regatta im Vierer ohne Steuermann
- 2003: 2. Platz World Under 23-Regatta im Vierer ohne Steuermann
- 2006: 2. Platz Weltmeisterschaften im Vierer ohne Steuermann
- 2008: 6. Platz Olympische Spiele im Vierer ohne Steuermann
- 2009: 1. Platz Weltmeisterschaften im Achter
- 2010: 1. Platz Europameisterschaften im Achter
- 2010: 1. Platz Weltmeisterschaften im Achter
- 2011: 1. Platz Weltmeisterschaften im Achter
- 2012: 6. Platz Olympische Spiele im Vierer ohne Steuermann